# Princeton Junction (New Jersey)
Princeton Junction település az Amerikai Egyesült Államok New Jersey államában, [[|West Windsor To megyében]]. Lakosainak száma 2475 fő (2020. április 1.).

## Közlekedés
A települést érinti az Amtrak egyik távolsági vasúti járata is, a Keystone Service.

## Népesség
A település népességének változása:

| 2010 | 2 465 |
| 2020 | 2 475 |